# Chelo Vivares
Consuelo Vivares (Trillo, Guadalajara; 21 d'abril de 1952), coneguda artísticament com a Chelo Vivares, és una actriu espanyola que ha desenvolupat la seva carrera professional en les dues últimes dècades del segle XX i primera dècada del segle xxi, especialment en televisió.

## Biografia
Filla d'actors, s'inicia en el món de l'espectacle en 1973 intervenint en espectacles musicals. Durant els seus primers anys d'activitat artística compagina teatre, ràdio, doblatge i publicitat. Realitza també una gira per diverses Universitats de els Estats Units amb una companyia teatral.
Després de treballar durant uns mesos al Departament d'Assignació i Conservació de Telefónica, on coincidiria com a companya de despatx de Pedro Almodóvar, finalment decideix consagrar-se professionalment a la interpretació i sol·licita una excedència en la companyia de comunicació.
Continua alternant els seus papers en publicitat i teatre amb la televisió, on intervé esporàdicament com a actriu de repartiment en sèries com La señora García se confiesa (1976) o Estudio 1.
La seva gran oportunitat li arriba en 1983, quan és seleccionada per a donar vida al personatge d' Espinete en la versió espanyola de l'espai infantil Barrio Sésamo. Durant els següents cinc anys la seva veu es converteix en una de les més reconegudes d'Espanya en encarnar a un personatge que va aconseguir el grau de fenomen social entre la població infantil del país. Gràcies a la popularitat d' Espinete, Chelo Vivares va rebre un Premi TP d'Or el 1984. El personatge va aconseguir tant d'èxit entre els nens espanyols que, per exemple, Chelo Vivares, sota la disfressa de l'eriçó rosa, va ser l'encarregada de llegir el pregó de les festes de Nadal a la ciutat de Madrid el 21 de desembre de 1984.
El 6 de setembre de 1979 va contreure matrimoni amb el també actor Juan Ramón Sánchez, mort en 2008, qui donés vida al personatge de Chema el panadero a Barrio Sésamo.
Després de la cancel·lació de l'espai, es va posar també la disfressa de Curro, la mascota de l'Exposició Universal de Sevilla de 1992 de 1992 i s'ha dedicat sobretot al doblatge, prestant la seva veu, entre d'altres, a Mirtle "la plorosa" en la saga de Harry Potter, a Amy a Futurama, a Tails a les sèries Las aventuras de Sonic el erizo, Sonic SATAM i Sonic X, a Baby Sinclair a Dinosaurios, a l'actriu Allison Mack en la sèrie Smallville en el personatge de Chloe Sullivan, a Judy Winslow a Cosas de casa, a Stan Marsh en la sèrie South Park o a diversos personatges de la sèrie Los Simpson, com Ralph Wiggum, Maude Flanders i Todd Flanders. També doblà Vicky Kaioh en la 3a temporada de Sailor Moon i a Callie Torres d'Anatomía de Grey.
En 2014 interpretà el paper de Poncia en el muntatge de La casa de Bernarda Alba que realitza Hugo Pérez de la Pica pel Teatro Español. És una actriu habitual en els muntatges teatrals produïts per la sala alternativa "Tribueñe" de Madrid.
En el doblatge d'Espanya és la veu habitual d'Ariane Ascaride i Shirley Henderson.